# Запис Томића крушка (Лозовик)
Запис Томића крушка (Лозовик) се налази на парцели чији је власник Томић Мића.

## Локација
| Општина             | Јагодина                                                                    |
| Катастарска општина | Лозовик                                                                     |
| Потес               | Кључ                                                                        |
| Координате          | 43° 57′ 05″ С; 21° 09′ 12″ И / 43.951300000000003° С; 21.153199999999998° И |
| Надморска висина    | 232m                                                                        |

## Карактеристике
Дендрометријске вредности утврђене на терену и сателитским снимцима:
| Стабло                     | Крушка |
| Висина стабла              | m      |
| Обим дебла                 | m      |
| Пречник крошње             | 8m     |
| Пречник дебла              | m      |
| Висина дебла до прве гране | m      |

## База записа
Запис је у оквиру Викимедија пројекта "Запис - Свето дрво" заведен под редним бројем 1135.